# Бухен
Бухен (Бухан, Боон) — древнеегипетские крепость и поселение, расположенные в Северной Нубии (Вавате) в районе Второго порога Нила. Древнее поселение Вади-Хальфа располагалось неподалёку, на другом берегу реки.

## История
Бухен мог быть основан ещё в период II династии (2840—2686 годы до н. э.). Поселение развивалось во времёна фараона Снофру, ок. 2590 до н. э. нападавшего на Нубию; граффити и надписи, найденные в Бухене, подтверждают это.
В Бухене производилась выплавка меди. Здесь было найдено много медной руды и каменные ступы для её толчения.
Согласно имеющимся сведениям, первое египетское поселение в районе Бухена могло просуществовать два столетия, пока египтяне не покинули это место в период конца V династии.
Крепость Бухена была возведена в период Среднего царства при Сенусерте III (XII династия) ок. 1860 до н. э. для защиты от нубийских нападений и для обеспечения дальнейшего продвижения Египта на юг. Крепость Бухена в своё время была вершиной инженерной мысли. Она достигала 150 м в длину, а её площадь составляла 13 000 м². Огромные стены окружали не только крепость, но и городок, возникший близ неё. В остатках крепости археологами были обнаружены останки лошади периода Среднего царства, что опровергает устоявшееся мнение о том, будто лошадь была завезена в Египет гиксосами. Нубийцы захватили Бухен после падения Среднего царства и удерживали его вплоть до похода Яхмоса I в Нубию. Царица Хатшепсут построила в Бухене храм Хора, который после возведения Асуанской плотины в 1964 был перемещён в Хартум, чтобы не быть затопленным водами озера Насер.

## Известные наместники
- Хор-мосе (Ḥr-ms) — египетский наместник (ḥ3tj-c n Bhn) времён Нового царства